# Platylabops lariciatae
Platylabops lariciatae är en stekelart som först beskrevs av Joseph Kriechbaumer 1890.  Platylabops lariciatae ingår i släktet Platylabops och familjen brokparasitsteklar. Inga underarter finns listade i Catalogue of Life.